# زنجیر چرخ

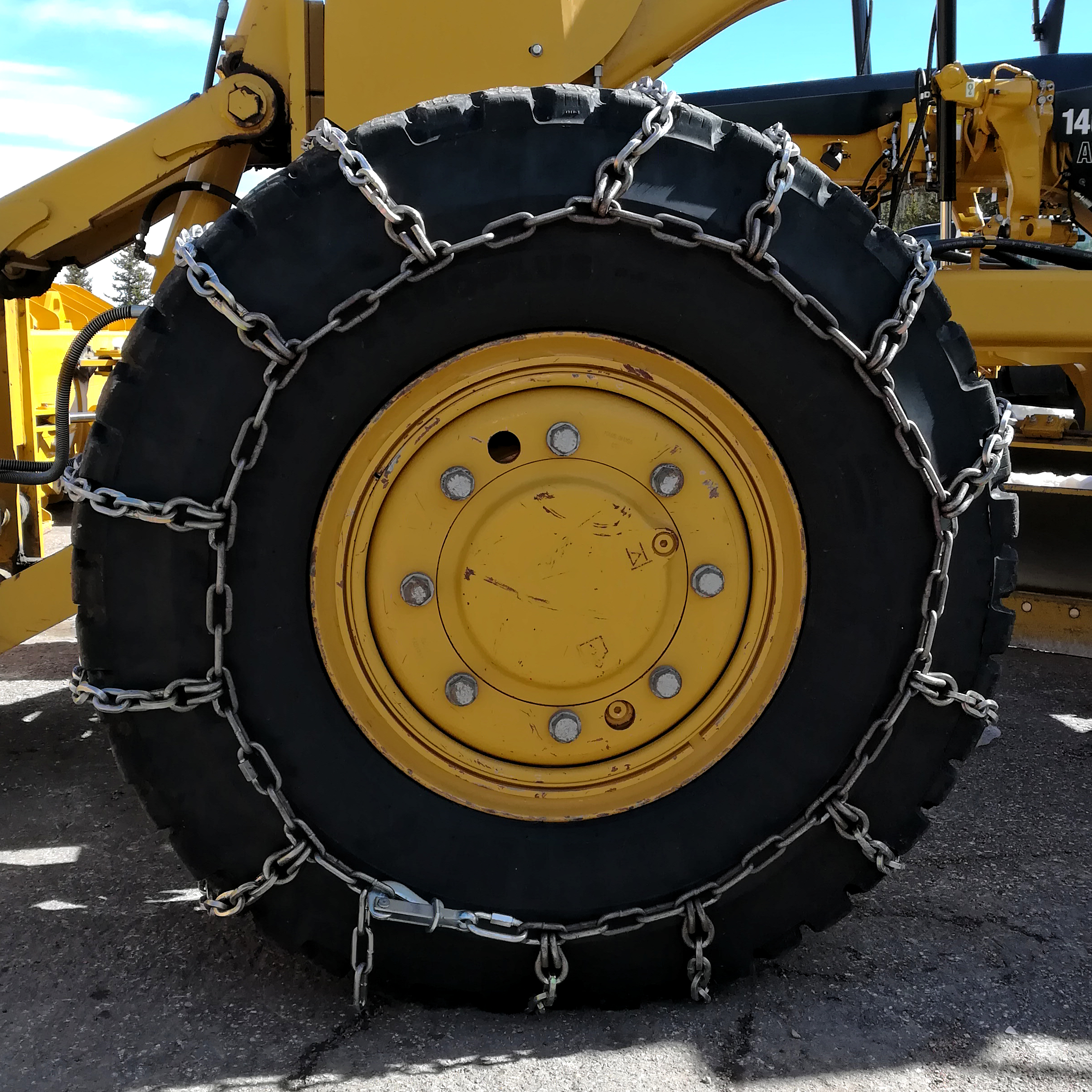

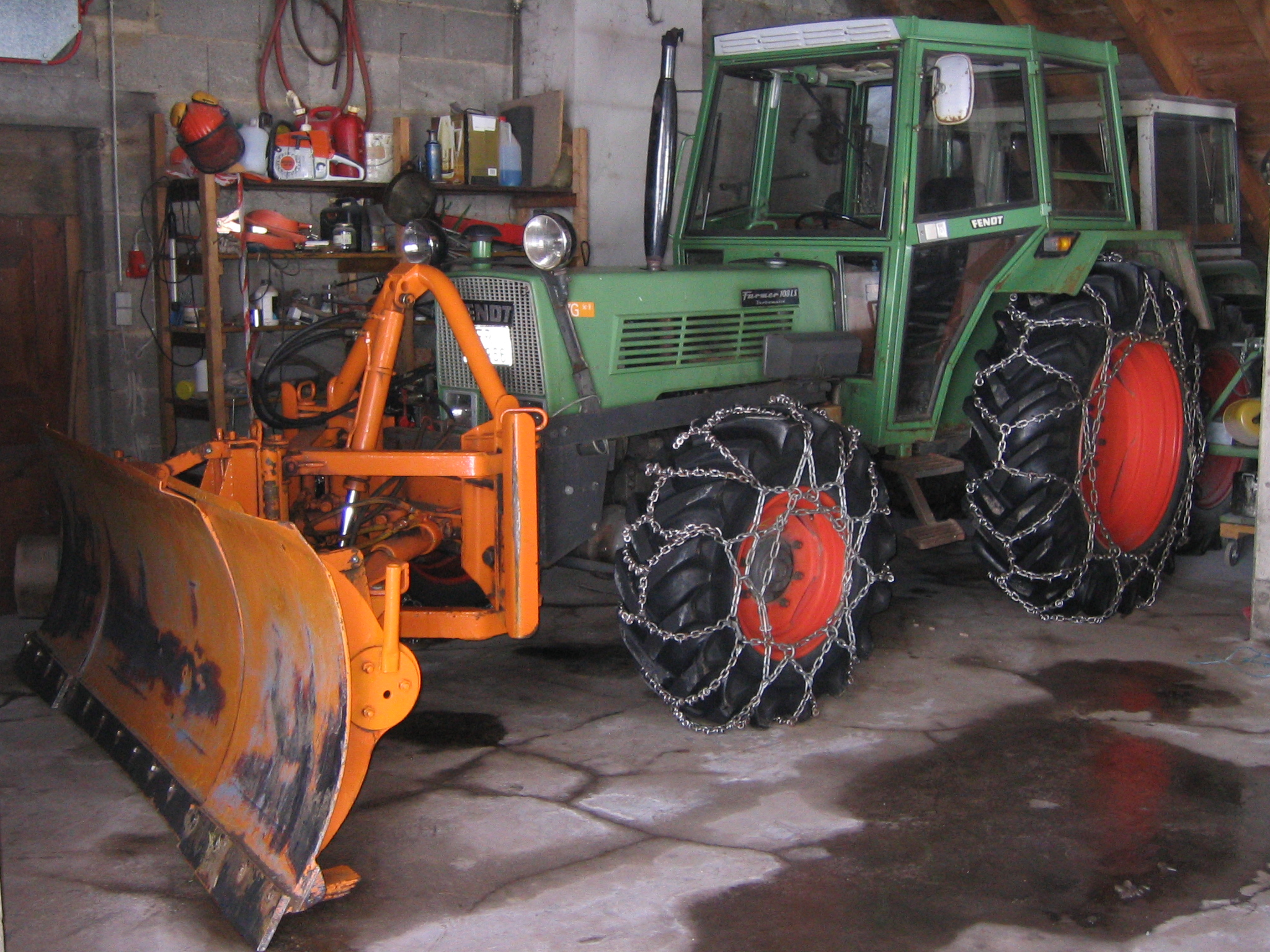

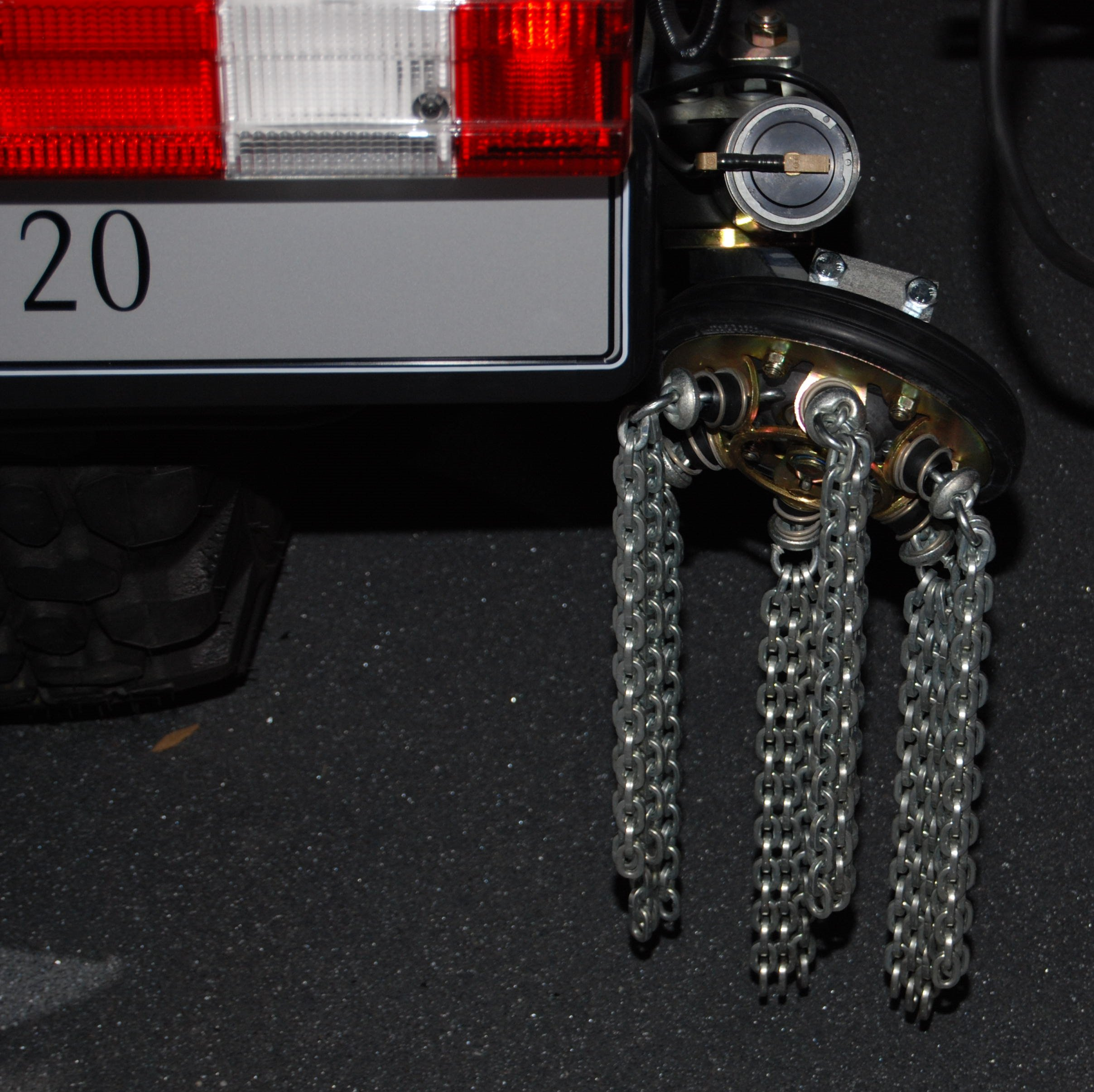

زنجیر چرخ به زنجیری گفته می‌شود که به دور تایر خودروها کشیده می‌شود 
انواع زنجیر چرخ :
1- زنجیر چرخ معدنی 
2-زنجیر چرخ غیر معدنی (برفی )
تعریف زنجیر چرخ معدنی:
در اکثر معادن از ماشین آلاتی همچون لودر استفاده می شود که برای حفاظت از تایر لودر در برابر هرچیری که سلامت تایر لودر را تهدید کند محافظت نماید.این خطرات و تهدید ها در هر معدن متفاوت می باشد.
مواردو خطراتی  که تایر لودر را تهدید می کند:
1-لاشه سنگ در معادن سنگ
2-تیز بودن و برنده بون سنگ در معادن سنگ
3-وجود سیلیس و موادی که باعث خورندگی تایر می شود
4-گرمای بالا در معادن و کارخانه جات فولاد در سرباره گرم و سرد که باعث گرم شدن بیش از حد تایر لودر می شود. 
تا از لیز خوردن آنها بر روی برف و یخ جلوگیری کند. زنجیر چرخ در زمستان یکی از وسایل ضروری است که بایستی به هنگام بارش برف روی لاستیک‌های عقب یا جلو سوار کنند تا از لیز خوردن چرخ‌ها یا به اصطلاح رانندگان بکسوات جلوگیری کنند. به هنگام یخ‌بندان، گاهی زنجیر چرخ هم به‌تنهایی مؤثر نیست و دقت راننده و راندن بسیار آهسته را می‌طلبد. در واقع، زنجیر چرخ برای خودرو همان کاری را می‌کند که یخ‌شکن‌ها برای پیادگان می‌کنند.
زنجیر بر روی چرخی بسته می‌شود که نیروی محرک خودرو به آن منتقل می‌شود، تا در شرایط نامساعد یخ، برف یا گل در جاده خودرو حرکت کند. پس قبل از بستن زنجیر چرخ باید از دیفرانسیل جلو یا عقب بودن خودرو مطمئن شد.

## خودروهای محور جلو
در تعداد زیادی از خودروهای سواری که محور جلو هستند زنجیر چرخ به چرخهای جلو بسته می‌شود.
به این دلیل که اگر عقب باشد چون که خودرو دو دیفرانسیل می‌باشد چرخ‌ها از حرکت خودرو جلوگیری می‌کند

## خودروهای محور عقب
در خودروهای مثل پیکاپ، خودروهای قدیمی یا اسپرت ورزشی زنجیر چرخ به چرخ‌های عقب بسته می‌شود.

## خودروهایگرانش چهار چرخ
در این خودروهای معمولاً یک جفت زنجیر به چرخ‌های عقب بسته می‌شود. اما برای داشتن فرمان بهتر یا ترمز گرفتن بهتر، گاهی زنجیرها را به چرخهای جلو نیز می‌بندند.

## تشخیص نوع دیفرانسیل در خودرو
1. مشاهده زیر خودرو (دیفرانسیل عقب کاملاً مشخص است).
2. در عمل تیکاف، چرخ‌هایی که بکسوات می‌کنند، نمایش دهنده نوع دیفرانسیل خودرو هستند.
3. قرارگیری موتور در خودروهای دیفرانسیل عقب موازی با طول خودرو به صورت عمودی و دیفرانسیل جلو موازی با عرض خودرو به صورت افقی است.

## اگر خودروی شما تک دیفرانسیل است، دو زنجیر چرخ برای خودرو کافی می‌باشد که برای دیفرانسیل جلو به چرخ‌های جلو بسته می‌شود و برای خودروهای دیفرانسیل عقب به دو چرخ عقب بسته می‌شود. اگر خودروی شما دیفرانسیل جلو و عقب است بهتر است به هر چهارچرخ زنجیرچرخ بسته شود.
1. زنجیر چرخ را بر روی زمین طوری پهن کنید تا خارهای زنجیر به سمت زمین و سطح صاف زنجیر با لاستیک در تماس باشد، سپس خودرو را به وسط آن برانید.
2. دو طرف ساده زنجیر را از پشت چرخ به یکدیگر وصل کنید.
3. سمت دیگر زنجیر را که یک سر آن گیره‌ای پهن و خمیده دارد را از حلقه سر دیگر زنجیر عبور دهید و در بین حلقه بست نگهدارنده قرار دهید.
4. بست‌هایی در زنجیر چرخ وجود دارند که با چرخاندن آنها، زنجیر چرخ به لاستیک محکم می‌شود، این کار را توسط آچار مخصوص انجام دهید، آچار مخصوص را در محل بیضی شکل قرار دهید و حلقه‌ای از زنجیر که در سوراخ بست ثابت است را در جهت منحنی بست بچرخانید.
5. زنجیر را روی چرخ بررسی کنید تا خارهای آن به سمت لاستیک نباشد.